# Scapaniaceae
Scapaniaceae là một họ rêu trong bộ Jungermanniales.